# أنثروبولوجيا نسوية
أنثروبولوجيا نسوية أو علم الإنسان النسوي هي نهج من أربعة ميادين في الأنثروبولوجيا (الأثرية، الحيوية، الثقافية، اللغوية) تسعى إلى تغيير كل من نتائج البحوث، وممارسات الاستخدام الأنثروبولوجي، والإنتاج الأكاديمي للمعرفة، باستخدام رؤى مستمدة من النظرية النسوية. وفي الوقت نفسه، تتحدى الأنثروبولوجيا النسوية نظريات النسوية الأساسية التي طورت في أوروبا وأمريكا. وفي حين أن النسويات قد مارست الأنثروبولوجيا الثقافية بالفعل منذ نشأتها (انظر مارغريت ميد وهورتينس باودميكر)، فإنه لم يُعترف رسمياً بالأنثروبولوجيا النسوية باعتبارها فرعاً من فروع الأنثروبولوجيا إلا في سبعينيات القرن العشرين. منذ ذلك الحين، طُور القسم الفرعي الخاص بها في الرابطة الأمريكية للأنثروبولوجيا - جمعية الأنثروبولوجيا النسوية - ومنشوراتها الخاصة.

## التاريخ
تطورت الأنثروبولوجيا النسوية عبر ثلاث مراحل تاريخية بدأت في سبعينيات القرن العشرين: أنثروبولوجيا المرأة، وأنثروبولوجيا الجندر، وأخيراً الأنثروبولوجيا النسوية.
وقبل هذه المراحل التاريخية، فإن أصل علماء الأنثروبولوجيا النسوية يعود إلى أواخر القرن التاسع عشر. إرميني بلات سميث، أليس كونينغهام فليتشير، ماتيلدا كوكس ستيفنسون، فرانسيس دينسمور – كان العديد من هؤلاء النساء عالمات أنثروبولوجيا بدراسة ذاتية، وقد تلاشت إنجازاتهم ومُحي تراثهم بعد إضفاء الطابع المهني على تخصصهم في مطلع القرن العشرين. كان من بين أبرز عالمات الأنثروبولوجيا الأوائل؛ زوجات علماء الأنثروبولوجيا «المحترفين» من الرجال، وقد سهل بعضهن من أبحاث أزواجهن كمترجمات وكاتبات. على سبيل المثال، كتبت مارجري وولف كتابها الأثنوغرافي الكلاسيكي «بيت ليم» من تجارب صادفتها أثناء متابعة زوجها في عمله الميداني شمال تايوان.
في حين تعتبر عالمات الأنثروبولوجيا «مارغريت ميد» و«روث بنديكت» ممثلات لتاريخ الأنثروبولوجيا النسوية، فإن الكثير من عالمات الأنثروبولوجيا النسوية من الملونين ومن الأعراق المختلفة قد لعبن دورًا هامًا فيما يخص المفاهيم النظرية لهذا المجال. هورتنس بادركار، على سبيل المثال، وهي أحد المعاصرات لـ «ميد»؛ والتي  درست مع الرائد الأنثروبولوجي البريطاني برونيسلاف مالينوسكي، أجرت مشاريع بحوث سياسية في عدد من الموضوعات النموذجية في ذلك الحين: الإنجاب والمرأة في ميلانيسيا (بادرماكير 1933)، والسلالات في الجنوب الأمريكي (بادرماكير 1939)، والجندر والإخراج في هوليود (1950)، والتداخل بين السلالات الجندرية الطبقية في منطقة الحزام الأفريقي (بادرماكير 1962). وعلى نحو مماثل، جربت «زورا نيل هيرستون» وهي طالبة لفرانز بواس، الذي يعتبر أب الأنثروبولوجيا الأمريكية، أشكالاً روائية تتعدى الإثنوغرافيا الموضوعية التي ميزت الكتابات العلمية الأولية/ الزائفة في ذلك الوقت. وقامت نساء أمريكيات من أصل أفريقي بحركات مماثلة في ملتقيات الإثنوغرافيا والإبداع، وهما كاثرين دونام وبيرل بريموس، وكلاهما درسا الرقص في أربعينات القرن العشرين. وكانت لعالمة الأنثروبولوجيا الفيزيائية «كارولين بوند داي» ولعالِمة الآثار ماري ليكي؛ دورًا هامًا في الانتشار اللاحق للأنثروبولوجيا النسوية في ميادين فرعية أخرى غير الأنثروبولوجيا الثقافية.
حاول علم أنثروبولوجيا المرأة، والذي قُدم من خلال كتاب «المرأة في الحقل» والذي أعدته «بيغي غولدي»، والمجلد المحرر بعنوان «المرأة والثقافة والمجتمع» الذي أعدته «ميشيل روزالدو» و«لويز لامفير»، أن يستعيد مكانة المرأة بوصفها عنصرًا فاعلًا ثقافيًا متميزًا في المجتمع، إذ كان محور تركيز علماء الأنثروبولوجيا الذكور على حياة الرجل؛ بوصفها السمة الكلية أو المركزية للمجتمع. ونادراً ما يتمكن علماء الأنثروبولوجيا الذكور، طبقا لما تزعمه غولدي بصفة خاصة، من الوصول إلى النساء في القبائل والمجتمعات بسبب التهديد الجنسي الذي يشكّلونه على هؤلاء النساء. وعلى هذا النحو، فهم يتلقون حكايات الرجال عن النساء؛ فقط في الحالات التي تكون فيها النساء ذات حضور قوي. وفقاً لروزالدو ولامفير، فإن جهل علماء الأنثروبولوجيا الذكور، بالإضافة لهيمنة الرجال من السكان الأصليين؛ تعملان على خلق ظروف وأجواء تبرز التفاوت بين النساء والرجال بشكل كبير. وقد نشأت الأنثروب
ولوجيا الثانية للمرأة نتيجة لارتباطات أميركية مع فريدريك إنجلز حول «أصل الأسرة والملكية الخاصة والدولة»، زاعمين أن هذا التفاوت العالمي لم يكن متواجدا عبر كل العصور، بل كان نتيجة للعلاقات الرأسمالية التي أصبحت تهيمن على نمط الإنتاج العالمي من خلال الاستعمار. ومع تزايد صوت كلا النهجين في انتقادهما لأوصاف الإثنوغرافيين الذكور باعتبارها أحادية الجانب، أصبح نهج «ذكر النساء وإشراكهن» في الإثنوغرافيا شائعا، إذ لم يكن من الضروري وصف النساء بالتفصيل، بل ذكرهن كجزء من الثقافة الأوسع نطاقًا.
في أعقاب انتقاد غايل روبن للنظم الجندرية، تحولت أنثروبولوجيا النساء إلى أنثروبولوجيا جندرية. والجندر هو مجموعة من المعاني والعلاقات المتصلة بالجنس البيولوجي دون أن تكون مطابقة له. لم تكن النساء فئة مجتمعية بارزة أو واضحة. وفي أعقاب صعود النساء في حركة نسوية الملونين؛ انتقدت الأنثروبولوجيا الجندرية الأهداف المبكرة لكل من نسويات الموجة الأولى للنسوية وعلماء الأنثروبولوجيا، باعتبارهم مهتمين أكثر من اللازم بالطموحات الاجتماعية البرجوازية. وقد فعلت ذلك من خلال الانتقال من توثيق تجربة المرأة ككيان بارز ومنفصل إلى تفسير مكانة الجندر في أنماط أوسع من خلال المعنى والتفاعل والسلطة. واتضح ذلك خلال عمل عالمات الأنثروبولوجيا هنريتا مور وإثيل ألبرت. وقد زعمت مور أن الأنثروبولوجيا، حتى عندما تمارسها النساء، فإنها تميل إلى«وصف وترتيب العالم بمصطلحات ذكرية [...] لأن الباحثين سواء كانوا رجالًا أو نساءً مدرَّبون على تخصص موجه نحو الذكور». وتزعم مور بأن الهندسة النظرية للأنثروبولوجيا وأساليبها العملية قد تتأثر إلى حد كبير بالأيديولوجية المتحيزة جنسيا (فقد كان يطلق على الأنثروبولوجيا عادة «علم دراسة المرء» طيلة جزء كبير من القرن العشرين)، لدرجة أنه بدون الفحص الذاتي الجاد والجهد الواعي لمواجهة هذا التحيز، فإنه لا يمكن للأنثروبولوجيا أن تمثل تجربة الإناث على نحو مجدٍ.
في هذه الأيام، نمت الأنثروبولوجيا النسوية من الأنثروبولوجيا الجندرية لتشمل دراسة الجسد الأنثوي عندما يتقاطع مع أو يتصرف بناءً على قوى ثقافية وطبية واقتصادية أو غيرها. ويشمل ذلك توسيع نطاق السياسات النسوية بما يتجاوز الأنثروبولوجيا الثقافية إلى الأنثروبولوجيا الفيزيائية والأنثروبولوجيا اللغوية وعلم الآثار، بالإضافة إلى جعل الأنثروبولوجيا النسوية مجالا يربط بين الدراسات الثقافية والتاريخ والأدب والدراسات العرقية.

## علم الآثار النسوي
ظهرت علم الآثار النسوي في بداية الأمر في أواخر سبعينيات القرن العشرين وأوائل ثمانينيات القرن العشرين، جنبًا إلى جنب مع اعتراضات آخرى على نظرية المعرفة التي تبنتها المدرسة العملية للفكر الأثري، مثل الآثار الرمزية والتأويلية. وقد لخص بحث مارغريت كونكي وجانيت سبيكتور فيما يخص علم الآثار ودراسة الجندر عام 1984؛ النقد النسوي لهذا الفرع في ذلك الوقت: فقد قام علماء الآثار بشكل لا جدال فيه بوضع معايير جندرية غربية عصرية على المجتمعات السابقة؛ على سبيل المثال في التقسيم الجنساني للعمل؛ إذ أُعطيت الأولوية في وقت البحث والتمويل للسياقات والأعمال اليدوية المنسوبة إلى أنشطة الرجال، مثل تشكيل وتسنين رأس المقذوفات وذبح الحيوانات في مواقع اصطيادها؛ كذلك فطابع العمل والتخصص ذاته مبني على القيم والمعايير الذكورية. على سبيل المثال، شُجعت النساء بشكل عام لمتابعة الدراسات المختبرية بدلاً من العمل الميداني (على الرغم من وجود استثناءات طوال تاريخ هذا التخصص)، كذلك تمحورت صورة عالم الآثار حول صورة «المغامر العلمي» الذكوري الفظ.
في الآونة الأخيرة، بدأت النسويات في علم الآثار مواجهة قضية الاعتداء الجنسي خلال «العمل الميداني» من خلال البحوث العلمية في الحياة الاجتماعية لعلماء الآثار. إذ كشفت الدراسة الاستقصائية العالمية للتجارب الميدانية في مجال الأنثروبولوجيا البيولوجية؛ والمفتوحة لعلماء الآثار الحيوية، وعلماء الرئيسيات، وغير ذلك من المجالات الفرعية، أن 19% من النساء يتعرضن للاعتداء الجنسي أثناء العمل الميداني، وأن 59% من علماء الأنثروبولوجيا - ذكورًا وإناثًا - يتعرضون للتحرش الجنسي.

## العلاقة مع النسوية
تعتبر علاقة الأنثروبولوجيا النسوية مع جوانب أخرى من النسوية الأكاديمية غير مريحة. فمن خلال الاهتمام بمختلف الطرق التي تشكل بها الثقافات المختلفة المعايير الجندرية، يمكن للأنثروبولوجيا النسوية أن تؤكد أن اضطهاد المرأة لم يكن متواجدا في كل أنحاء العالم. وقد جادلت هنرييتا مور بأن مفهوم «المرأة» ليس عالميًا بما يكفي لأن يكون فئة تحليلية في البحث الأنثروبولوجي: ففكرة «المرأة» كانت محددة بثقافات معينة، وليست فكرة إنسانية عالمية. بالنسبة لبعض النسويات، ترى عالمة الأنثروبولوجيا ميشيل روزالدو أن هذه الحجة تتعارض مع مبدأ أساسي يتمثل في كيفية فهمهم للعلاقات بين الرجال والنساء. تقول عالمة الأنثروبولوجيا النسوية المعاصرة مارلين ستراثن أن الأنثروبولوجيا، التي يتعين عليها التعامل مع الاختلاف بدلاً من السعي نحو إزالته، لا تتضرر بالضرورة من هذا الخلاف، ولكنها تشير مع ذلك إلى أن الأنثروبولوجيا النسوية تواجه مقاومة.
تتشارك الأنثروبولوجيا في كثير من الأحيان مع النسويات ذوات التقاليد غير الغربية، واللاتي قد تختلف وجهات نظرهن وتجاربهن عن النسويات الأوروبيات والأمريكيات البيض. من الناحية التاريخية، اعتبرت وجهات النظر هذه «منظورات هامشية» وجرى تهميشها في بعض الأحيان واعتبرت أقل صحة أو أهمية من معرفة العالم الغربي. وقد زعم علماء الأنثروبولوجيا النسوية أن أبحاثهم تساعد على تصحيح هذا التحيز المنهجي في النظرية النسوية السائدة. ومن ناحية أخرى، انتُقدت إدعاءات علماء الأنثروبولوجيا التي مفادها أنهم يشملون وجهات النظر الأخرى هذه ويتعاملون معها -إذ يُنظر إلى السكان المحليين على أنهم منتجو المعارف المحلية، التي لا يمكن إلا لعالم الأنثروبولوجيا الغربي أن يحولها إلى نظرية العلوم الاجتماعية. ولأن أغلب منظري الحركة النسوية ينتمون إلى الغرب، ولا ينبثقون عن الثقافات التي يدرسونها (وبعض هذه الثقافات لها تقاليدها الخاصة المتميزة في الحركة النسوية، مثل الحركة النسوية الشعبية في أميركا اللاتينية)، فإن أفكارهم بشأن الحركة النسوية قد تتضمن افتراضات غربية لا تنطبق ببساطة على الثقافات التي يدرسونها. تنتقد روزالدو ميل النسويين إلى التعامل مع الثقافات المعاصرة الأخرى باعتبارها ثقافات عفا عليها الزمن، وإلى النظر إلى أجزاء أخرى من العالم باعتبارها تمثل فترات أخرى للتاريخ الغربي ــ على سبيل المثال، اعتبار العلاقات الجندرية في بلد ما عالقة على نحو ما في مرحلة تاريخية ماضية من تلك الموجودة في بلد آخر. تقول روزالدو، أن النسويات الغربيات كن ينظرن إلى النساء في أماكن أخرى ويقلن «إننا ذوات ملابس مكشوفة، وقد طمست الخصوصية التاريخية لحياتهن وحياتنا». تقول مور إن الأنثروبولوجيا، التي تتحدث عن المرأة وليس بالنيابة عنها، يمكن أن تتغلب على هذا التحيز.
وصفت مارلين سترثرن العلاقة العدائية في بعض الأحيان بين النسوية والأنثروبولوجيا بأنها علاقة مدعومة وقائمة بذاتها، لأن «كل منهما تقريبا يحقق ما يصبو إليه الآخر كعلاقة مثالية مع العالم». إذ تفرض الحركة النسوية دومًا تحديًا للنهج التقليدي الذي ينبثق عنه علم الأنثروبولوجيا؛ وتعمل الأنثروبولوجيا على تقويض النزعة العرقية التي تتسم بها الحركة النسوية.